# 구범석
구범석 (Bryan Ku 1979년 6월 30일 ~)은 대한민국의 사진가이자 비주얼 디렉터이다.

## 생애
샌프란시스코 소재 아카데미 오브 아트 유니버시티(Academy Of Art University)의 Computer Art 과정을 졸업했다. 미국 할리우드에서 라이팅 테크니컬 디렉터 (Lighting TD)로 활동하며 다수의 영화/게임 분야의 동영상 및 애니메이션 프로젝트를 맡아 작업했다. 대표작으로는 영화 ‘반지의 제왕’과 ‘황금 나침반’ 이 있으며 귀국 후 글로벌 게임 기업 넥슨 (NEXON) devCAT studio에서 아트디렉터로 활동. 2010년에는 ViBE Creative Group을 설립 사진가와 비주얼 디렉터로 활동. 2016년부터 EVR Studio에서 아트디렉터 겸 미디어 디렉터로 활동하고 있으며
2017 부산국제영화제 VR Cinema in BIFF’ 프로그램에 초대 상영되었을 당시 문재인 대통령이 감상해 화제가 된 VR 작품 <보화각>을 연출. 2018년 세계최초 4DX VR 영화 <기억을 만나다> 연출 , 2021년 봉준호 감독의 영화 기생충을 아트필름으로 재해석한 <기생충VR> 의 감독을 맡았다.
2022년 시인 윤동주의 삶과 시를 그린 VR 영화 <시인의 방>을 제작 연출해 제 79회 베네치아 국제영화제 Immersive 경쟁부문에 이름을 올렸다.
저서로는 《 "VIBE" A VISUAL STUDY OF MODERN SAN FRANCISCO 》 (2005년)이 있다.

## 작품

### 영화
- 휴버트브레인 | Hubert's Brain (2001)
- 지퍼스크리퍼스 2 | Jeepers Creepers II (2002)
- 반지의 제왕 (왕의 귀환편) | The Lord of the Rings The Return of the King (2003)
- 마스크 2 | The Son of the Mask (2004)
- 헬보이 | Hellboy (2004)
- 콘스탄틴 | Constantine (2005)
- 스텝포드 와이프 | The Stepford Wives (2005)
- 조용한 세상 | Joyong-han saesang (2006)
- 황금나침반 | The Golden Compass (2007)
- 앨빈과 슈퍼밴드 | Alvin and the Chipmunks (2008)
- 보화각 | A Long The Way To Utopia (2017)
- 기억을 만나다 | Stay With Me(2018)
- 기생충VR | PARASITE VR (2021)
- 시인의 방 | Poet;s Room (2022)

### 비디오 게임
- Project M (2016-2018)
- 마비노기 2 Mabinogi II (2008-2010)
- 미드나잇클럽 2 Midnight Club II (2004)
- 니드포스피드 언더그라운드 Need For Speed : Underground (2003)
- 라이즈 투 아너 Rise to Honnor (2003)
- 닥터뮤토 Dr. Muto (2002)

### 서적
- 《 "VIBE" A VISUAL STUDY OF MODERN SAN FRANCISCO 》 ISBN 0-9707050-0-X사진가 (2005)
- 《 보다 》 (BODA Fashion Magazine) 부편집장 (2015)

### 강연
- UNIYCEF : 열정의 아궁이 (2012)

### 전시
- MODERN SAN FRANCISCO (2005) 토탈미술관
- 미소 서울꽃 (2014) 뜬구름 갤러리 .시민청
- 간송문화전 6부:풍속인물화전-일상, 꿈 그리고 풍류 (2016) DDP
- '올드 앤 뉴 – 법고창신(OLD & NEW - 法古創新)’ (2016) DDP
- 간송과 백남준의 만남 - 문화로 세상을 바꾸다 (2017) DDP
- 한국: 입체적 상상(KOREA: Cubically Imagined) (2021) Maison de l' UNESCO
- 교환전 (2023) Art space polarpo